# Leonn
leonn（レオン、女性、1981年8月15日 - ）は、日本の作詞家、ボーカリスト、アーティスト、小説家（携帯小説家）。大阪府出身。

## 来歴
日本航空のグランドスタッフをしていた頃に音楽活動を開始。インディーズでの活動と並行して、2003年に葉加瀬太郎 feat.LANA&JAY SGの「Migration」で作詞家としての活動を開始する。
2005年にmuzieで楽曲配信を開始する。MySpace Videoにおいても映像作品を公開。2006年にはユニット「Alice complex」として活動。2007年9月19日にはRayon名義で、配信限定シングル「Shooting Star」をiTunes Music Storeなどでリリースした。
現在はtearbridge Productionに所属。エイベックス所属歌手たちへの曲提供（作詞）を中心に活動しており、自身のアーティストとしての活動は休止中である。

## ディスコグラフィー

### muzie配信作品
- No No（作詞：leonn／作曲、編曲：junk）…2005.08.17登録
- lover haze（作詞：leonn／作曲、編曲：junk）…2005.08.17登録
- drunker（作詞：leonn／作曲、編曲：中野定弘）…2005.08.17登録
- ai（作詞：leonn／作曲、編曲：cheap）…2005.08.17登録
- gladiorus（作詞：leonn／作曲、編曲：monk）…2005.08.20登録

### iTunes配信作品（Rayon名義）
- Shooting Star…2007.09.19登録

### その他の作品
- To Alice Complex
- 輪廻…葉月ゆらの楽曲をカバー…2006年
- Fairytale…ブログ小説『営業SMILE』 主題歌，2007年

## 作詞提供
- AAA
  - Break Down
  - Summer Revolution
  - As I am
  - ONE
  - Heart and Soul
  - Metamorphose
  - Hide-away
  - With you
  - One Night Animal
  - 旅ダチノウタ
  - Jamboree!!
  - 777 〜We can sing a song!〜
  - I $ M（一員として参加）
  - good day
  - Next Stage
  - Wake up!
  - LIFE
  - GAME OVER?
- i☆Ris
  - i☆Doloid
  - Dream☆Land
  - 鏡のLabyrinth
- TRF
  - Uncontrollable
  - Memorial Snow
- 北乃きい
  - 匿名希望
  - キセキ
  - Brand new way
  - Jumping!（水野大輔とともに）
- 志方あきこ
  - まほろば
  - 蒼碧の森
  - EXEC_PAJA/.#Misya extracting
  - 星詠～ホシヨミ～
  - 睡恋（志方あきことともに）
  - 花帰葬（篠田朋子とともに）
  - Makeda~Queen of Sheba~
- アイドリング!!!
  - レイニィガール
  - S.O.W. センスオブワンダー
  - Don't be afraid
  - 3度目の記念日
  - Iのスタンダード
  - プールサイド大作戦
  - GO EAST!!! GO WEST!!!
  - eve
  - StarGirl★StarBoy
  - やらかいはぁと
  - Queen Bee〜少女の時代から〜
  - 粉雪が舞う街並みで
  - いち恋（Team 学ラン）
  - 4U
  - 恋の20連鎖!!
  - アルファベットでこれなんだ!?〜保健室大作戦〜
  - MAMORE!!!
  - One Up!!!
  - 女神のパルス
  - サヨナラ純情
  - voice
  - Wing（O-19ing!!!）
  - Bon Voyage!（U-17ing!!!）
- 遠藤舞
  - 透明な白
  - You're the one
- 中川翔子
  - Spiral
  - Ivy
- 葉月ゆら
  - Nadia
  - fairy tale
- JOKER
  - Just be with you
  - Fire Soul
  - Summer Breeze
  - Just be with you
- 加藤和樹
  - Love Bite
  - 灼熱フィンガーでFEVER!
- 日笠陽子
  - Through the Looking-Glass
- SUPER☆GiRLS
  - STORY
- GEM
  - The Brand-New Girl
  - Party Up
  - Clarity
- KinKi Kids
  - 夢幻ノスタルジー
- V6
  - Live Show（日比野裕史とともに）
  - Medicine
  - Catch（Hayato Kimura、H.U.Bとともに）
- チーム総北
  - Be As One
- 島谷ひとみ
  - Start
- 関ジャニ∞
  - 道標
- 黒瀬真奈美 with 12人のヴァイオリニスト
  - 恋想曲（黒瀬真奈美とともに）
- 玉木宏
  - Start of Life
- 小池徹平
  - I'm Here
- Dream5
  - Like & Peace!
  - キラキラ Every day
  - I★my★me★mine
  - じゃんけんPON!
  - ドレミファソライロ
  - きっとずっとHappy!
  - アリガトウの季節
  - パラリルラ♪
  - ありがとう 〜君に届けたいMelody〜
  - シュンカシュウトウ
  - Like & Peace!
  - キラキラ Every day
  - 二人だけの流れ星
  - READY GO!!
  - シェキメキ!
  - Hop! Step! ダンス↑↑
- 矢島美容室
  - SAKURA（英訳詞）
- Lead
  - ギラギラRomantic
- 浪川大輔
  - JAM packed TRAIN
- 後藤真希
  - YOU（後藤真希とともに）
  - Paradise（森月キャスとともに）
  - Plastic Lover / SWEET BLACK feat. MAKI GOTO
- 鈴木亜美
  - Future
- タッキー&翼
  - WonderlanDream
- X21
  - 3度目のFirst love
  - 鏡の中のパラレルガール（一員として参加）
  - アサガオ（チームWEST）
  - Code of Canon
- 蒼井翔太
  - PSYCHO:LOGY（一員として参加）
  - give me ♡ me
- 大原櫻子
  - Scope
  - Jet Set Music!
  - Paper Plane
- 篠崎愛
  - TRUE LOVE
- 東京パフォーマンスドール
  - Hey, Girls!
- chicAAmor（THE IDOLM@STER）
  - 深紅のパシオン